# Atyponemertes chilensis
Atyponemertes chilensis är en djurart som tillhör fylumet slemmaskar, och som beskrevs av Friedrich 1970. Atyponemertes chilensis ingår i släktet Atyponemertes och familjen Emplectonematidae. Inga underarter finns listade i Catalogue of Life.